# Mågabolet
Mågabolet est une île norvégienne du comté de Hordaland appartenant administrativement à Austevoll.

## Description
Rocheuse et couvert d'une légère végétation, elle s'étend sur environ 591 m de longueur pour une largeur approximative de 1,6 km.